# Бородино (городской округ Мытищи)
Бородино — деревня в городском округе Мытищи Московской области России.

## История
Ранее деревня носила название Бардино. В XVIII веке деревня входила в Тайнинскую волость Московского уезда, в ней имелось 24 двора и проживало 139 человек (69 мужчин и 70 женщин). В 1997—1998 годах в Бородино был возведён Богоявленский храм. 11 мая 2003 года архиепископом Можайским Григорием был освящён вновь отстроенный придел в честь святых преподобных мучениц Елисаветы и инокини Варвары.

## География
Деревня расположена в южной части Мытищинского района, примерно в 3 км к северу от МКАД и в 1 км к западу от Мытищ. Через деревню проходит Осташковское шоссе, разделяя её на две части. С западной стороны к нему примыкает Алтуфьевское шоссе. Абсолютная высота — 172 метра над уровнем моря. Близлежащие населённые пункты — деревня Сгонники, деревня Ховрино, посёлок Вешки и деревня Челобитьево.

## Население
| 1852 | 1859 | 1890 | 1899 | 1926 | 2002 | 2010 |
| ---- | ---- | ---- | ---- | ---- | ---- | ---- |
| 173  | ↘140 | ↘125 | ↗157 | ↗197 | ↘134 | ↗256 |

По данным Всероссийской переписи, в 2010 году численность населения деревни составляла 256 человек (106 мужчин и 150 женщин). Возрастная структура населения характеризовалась следующими данными: трудоспособное население составляло 143 чел. (56 %) от общей численности населения, лица старше трудоспособного возраста — 47 чел. (18 %), моложе трудоспособного возраста — 66 чел. (26 %).

## Достопримечательности
К северо-востоку от деревни расположено Федеральное военное мемориальное кладбище.

## Улицы
Уличная сеть деревни состоит из 8 улиц:
- Богоявленская ул.
- Каскадная ул.
- Малая Бородинская ул.
- Овражная ул.
- Осташковская ул.
- Полевая ул.
- Сиреневая ул.
- Центральная ул.